# Pomacentrus atriaxillaris
 Pomacentrus atriaxillaris és una espècie de peix de la família dels pomacèntrids i de l'ordre dels cipriniformes que es troba a Madagascar.